# Salvador Villalba
Salvador Villalba (Paraguay; 29 de agosto de 1924 – 26 de diciembre de 2021) fue un futbolista de Paraguay que jugó en la posición de centrocampista.

## Carrera

### Club
Jugó toda su carrera con el Club Libertad de 1945 a 1960, equipo con el que fue campeón nacional en dos ocasiones y la Plaqueta Millington Drake en 1952.

### Selección nacional
Jugó para Paraguay en 41 ocasiones de 1955 a 1960 y anotó un gol, el cual fue en la derrota por 3-5 ante Argentina en Santiago de Chile por la Copa América 1955. También participó en la Copa Mundial de Fútbol de 1958.

## Logros
- Primera División de Paraguay (2): 1945, 1955
- Plaqueta Millington Drake (1): 1952